# Сокіл-Клепар Наталія Василівна
Наталія Василівна Сокіл-Клепар (нар. 12 травня 1982, с. Ялинкувате, Сколівський район, нині Стрийський район, Львівська область) — український науковець, мовознавець, кандидат філологічних наук, доцент кафедри української мови імені професора Івана Ковалика Львівського національного університету імені Івана Франка.

## Життєпис
Народилася 12 травня 1982 року в селі Ялинкувате, Сколівського району (нині Стрийського району), Львівської області. 2004 року закінчила навчання у Львівському національному університеті імені Івана Франка, магістр філології. У 2004—2007 роках — аспірант при кафедрі української мови цього ж вишу. 2007 року захистила кандидатську дисертацію на тему: «Мікротопонімія Сколівщини» (науковий керівник — доктор філологічних наук, професор Д. Г. Бучко). З 2007 року працює на посаді асистента кафедри української мови імені професора Івана Ковалика Львівського національного університету імені Івана Франка, з 2014 року — на посаді доцента.

## Проблематика дослідження
Сфера наукових зацікавлень — ономастика, діалектологія, фонетика, лінгвофольклористика.

## Основні праці

### Монографії
- Сокіл Н. Мікротопонімія Сколівщини: Монографія. — Львів: Афіша, 2008. — 206 с.

### Статті
- Сокіл Н. Псевдоніми повстанців Сколівщини // Визвольний шлях. — Лондон-Київ, 1999. — Кн. 6 (615). — С. 717—734.
- Сокіл Н. Семантика твірних основ повстанських псевдонімів // «Муза і меч»: національний рух у фольклорних та літературних джерелах. — Львів, 2005. — С. 303—306.
- Сокіл Н. Відонімні мікротопоніми Сколівщини // Наукові записки. Серія: Мовознавство. — № 1 (13). — Тернопіль, 2005. — С. 117—128.
- Сокіл Н. Географічні терміни в мікротопонімії Центральної Бойківщини: порівняльний аспект // Проблеми української термінології. — Львів, 2006. — № 559. — С. 288—292.
- Сокіл Н. Мікротопоніми Сколівщини, що походять від термінів на означення рельєфу місцевості // Вісник Львівського університету. Серія філологічна. — Львів, 2006. — Вип. 38. — Ч. І. — С. 192—202.
- Сокіл Н. Мікротопоніми суфіксальної деривації (на матеріалі мікротопонімії Сколівщини) // Актуальні проблеми дослідження граматики та лексикології: Матеріали Міжнародної науково-теоретичної конференції, 4-5 жовтня 2006. — Вінниця, 2006. — С. 88–93.
- Сокіл Н. Топоніми як важливе джерело для формування світогляду туриста-краєзнавця (за матеріалами с. Тухлі та повісті І. Франка «Захар Беркут») // Вісник Львівського інституту економіки і туризму. — Львів, 2007. — № 2. — С. 124—128.
- Сокіл Н. Морфологічний спосіб деривації мікротопонімів Сколівщини // Вісник Прикарпатського університету імені Василя Стефаника. Філологія. — Івано-Франківськ: Видавничо-дизайнерський відділ ЦІТ, 2007. — Вип. XV–XVIII. — С. 460—463.
- Сокіл Н. Мікротопоніми і ойконіми: питання взаємозв'язку // Студії з ономастики та етимології. — К., 2007. — С. 267—272.
- Сокіл Н. Географічні назви села Тухлі (за повістю Івана Франка «Захар Беркут») // Народознавчі зошити. — Львів, 2006. — Зош. 5-6. — С. 737—741.
- Сокіл Н. Динаміка мікротопонімів Бойківщини // Українська культура: з нових досліджень. Збірник наукових статей на пошану Степана Петровича Павлюка з нагоди його 60-ліття. — Львів, 2007. — С. 414—419.
- Сокіл Н. Народна географічна термінологія Гуцульщини та Бойківщини // Вісник Прикарпатського університету. Серія: Філологія (мовознавство). — Івано-Франківськ, 2008. — Вип. XIX–XX. — С. 43–46.
- Сокіл Н. Мікротопоніми села Тухлі у творі Івана Франка «Захар Беркут» // Іван Франко: дух, наука, думка, воля. Матеріали Міжнародного наукового конґресу, присвяченого 150-річчю від дня народження Івана Франка (Львів, 27 вересня — 1 жовтня 2006). — Львів, 2009. — Т. 2. — С. 424—430.
- Сокіл Н. Метафоричні мікротопоніми Центральної Бойківщини: етнолінгвістична візія // Народознавчі зошити. — 2009. — Зош. 1–2. — С. 230—238.
- Сокіл Н. Етнокультурний аспект мікротопонімів Бойківщини // Народознавчі зошити. — 2009. — Зош. 5–6. — С. 757—763.
- Сокіл Н. Мікротопоніми Франкового села // Українське літературознавство. — 2010. — Вип. 72. — С. 99–107.
- Сокіл-Клепар Н. Вербалізатори кольору в мікротопонімах Бойківщини // Мовознавчий вісник: Збірник наукових праць / МОН України Черкаський національний університет імені Богдана Хмельницького / Відп. ред. Г. І. Мартинова. — Черкаси: Видавець Чабаненко Ю. — 2010. — Вип. 10. — С. 56–58.
- Сокіл-Клепар Н. Семантичне наповнення концепту «Вода» в мікротопонімах Українських Карпат // Вісник Прикарпатського національного університету імені Василя Стефаника. Філологія. — Івано-Франківськ, 2011. Вип. XXIX–XXXI. — С. 187—190.
- Сокіл-Клепар Н. Концепт «Гора» в мікротопонімах Українських Карпат // Народознавчі зошити. — 2011. — № 3. — С. 482—488.
- Сокіл-Клепар Н. Ментальне відображення простору в мікротопонімах Українських Карпат // Народознавчі зошити. — 2012. — № 5. — С. 845—851.
- Сокіл-Клепар Н. Мікротопоніми крізь призму когнітивної науки // Когнітологія в системі гуманітарних наук: зб. наук. праць. — Полтава: ПП Шевченко, 2013. — Вип. 2. — С. 62–67.
- Сокіл-Клепар Н. Дендрологічні мотиви номінування мікротериторій Українських Карпат // Народознавчі зошити. — 2013. — № 5. — С. 811—818.
- Сокіл-Клепар Н. Сакральна мікротопонімія в українському ономастиконі // Народознавчі зошити. — 2014. — № 5. — С. 771—777.
- Сокіл-Клепар Н. Роль антропонімів у номінації мікротопооб'єктів Українських Карпат // Наукові записки. Серія: Мовознавство. — Тернопіль, 2014. — Вип. ІІ (24). — С. 259—264.
- Сокіл-Клепар Н. Землеробська лексика як складова мікротопонімів // Народознавчі зошити. Серія філологічна. — 2015. — № 3 (123). — С. 660—667.
- Сокіл-Клепар Н. Конотативні мікротопоніми Українських Карпат // Записки з ономастики. — Одеса: Астропринт, 2015. — Вип. 18. — С. 623—633.
- Сокіл-Клепар Н. Ономастикон малої прози Наталії Кобринської // «Йшла не тільки з духом часу, але й перед ним»: Наталія Кобринська та літературний процес кінця XIX–XX ст.: збірник наукових праць. — Львів, 2015. — Вип. 22. — С. 114—120.
- Сокіл-Клепар Н. Номінація вершин Бойківщини: семантико-мотиваційний аспект // Вісник Львівського університету. Серія філологічна. — Львів, 2016. — Вип. 63. — С. 186—195.
- Сокіл-Клепар Н. Соматична лексика в номінації географічного простору Карпат // Народознавчі зошити. — 2016. — № 3 (129). — С. 642—648.
- Сокіл-Клепар Н. Високе покликання педагога, фольклориста (До ювілею Ганни Сокіл) // Народознавчі зошити. — 2016. — № 3 (129). — С. 503—518. (У співавторстві).
- Сокіл-Клепар Н. Споруди в номінації невеликих географічних об'єктів Карпат // Науковий збірник Закарпатського музею народної архітектури та побуту. — Ужгород, 2016. — Вип. 3. — С. 272—276.
- Сокіл-Клепар Н. Функціонально-прагматичні особливості мікротопонімів // У координатах мови: збірник наукових праць на пошану професора Лідії Коць-Григорчук. — Львів: ПАІС, 2016. — С. 322—329.

## Нагороди та відзнаки
- 2010 — переможець Стипендії Президента України для молодих учених;
- 2010 — роботу Н. Сокіл-Клепар на тему: «Мікротопонімія Сколівщини», подано Інститутом народознавства НАН України, на здобуття премії Верховної Ради України молодим ученим (Премія Верховної Ради України найталановитішим молодим ученим в галузі фундаментальних і прикладних досліджень та науково-технічних розробок з 2008 по 2018 рр.);
- 2012 — роботу Н. Сокіл-Клепар на тему: «Етнокультурний потенціал мікротопонімів Українських Карпат», подано Інститутом народознавства НАН України, на здобуття Премії Президента України для молодих учених[2].